# 桃下镇
桃下镇是中国陕西省渭南市华阴市下辖的一个镇。

## 行政区划
桃下镇下辖以下行政区：
光明社区、十冶社区、兴乐坊村、桥营村、连村、五里村、东城村、新坊村、下营村、武旗营村、鹿圈村、上营村、新营村、桃下村、竹峪村、马跑泉村、东光村、山峰村、匣上村